# Archibald Douglas (1er baron Douglas)
Archibald James Edward Douglas, 1er baron Douglas (10 juillet 1748 - 26 décembre 1827), est un homme politique écossais. 

## Naissance
Il est né à Paris Archibald James Edward Stewart , fils jumeau de John Stewart, 3e baronnet (1687-1664) et de Jane Douglas, fille de James Douglas (2e marquis de Douglas). Les circonstances de la naissance sont controversées. Jane Douglas est la sœur du riche duc de Douglas. Comme il est sans enfant, sa succession serait transmise au duc de Hamilton, à moins qu’un héritier ne soit trouvé. Lady Jane a 47 ans lorsqu'elle épouse le colonel John Stewart, âgé de 60 ans, un homme décrit par son frère, le duc de Douglas, comme un «vieux râteau usé». À l'été de 1748, à l'âge de 50 ans, Jane donne naissance à des jumeaux - Archibald et Sholto - chez madame Le Brun à Faubourg Saint-Germain, Paris. 

## Le procès Douglas
Il s'ensuit une série d'affaires judiciaires, connues sous le nom de « cause Douglas». En 1767, Archibald perd un procès très médiatisé concernant les droits sur les domaines des Douglas. Ses adversaires, le duc de Hamilton âgé de 12 ans, Hew Dalrymple et d’autres, affirment que Stewart n’est pas le fils de Jane Douglas et n’est donc pas l’héritier légitime des domaines des Douglas. En février 1769, la Chambre des lords annule la décision. Le cœur de l’affaire est de savoir si Jane pouvait toujours avoir des enfants et lors des procès, des agents présentent une preuve intime de son état menstruel. Cependant, des témoins sont produits par les Hamiltons qui affirment n'avoir rien remarqué de l'apparence de Jane pour indiquer qu'elle était enceinte. Les avocats de Hamilton trouvent également deux couples français qui déclarent avoir vendu des bébés à un mystérieux couple étranger au moment de la naissance des « jumeaux ». Les avocats de Douglas répliquent en apportant la preuve qu'une sage-femme aurait accouché des bébés de Jane. Archibald Douglas hérite et ses descendants, parmi lesquels le premier ministre britannique Alec Douglas-Home et sa famille, en ont profité depuis.

## Carrière politique
Il est député de Forfarshire de 1782 à 1790 et Lord Lieutenant d'Angus de 1794 à 1827. Au Parlement, il suit fidèlement Henry Dundas et William Pitt le Jeune et espérait être récompensé par une pairie. Bien qu'il aurait préféré un comté, il est créé en 1790 baron Douglas, de Douglas dans le comté de Lanark. 
Lord Douglas poursuit la reconstruction du château de Douglas commencée par son oncle. Cependant, l'effondrement de la banque Ayr Bank en 1772 porte un dur coup à sa situation financière. En 1795, il lève le régiment d'infanterie fencible Angusshire, qui sert en Irlande et à Dumfries, et participe à la fondation de la compagnie de volontaires d'Angus au cours de la même année. Ce sont ces derniers qui sont de service aux funérailles de Robert Burns en 1796, selon des responsables des archives d'histoire de Douglas. 

## Famille
Lord Douglas épouse d'abord (1771) Lucy Graham (1751-1780), fille du 2e duc de Montrose, et ensuite (1783) Frances Scott (1750-1817), sœur du 3e duc de Buccleuch. Il a neuf enfants (cinq fils et quatre filles, dont la plupart ont atteint un âge avancé). Il est décédé le 26 décembre 1827 au Château de Bothwell, dans le Lanarkshire. Il est enterré à l'église paroissiale de Douglas, dans le même comté. Trois de ses fils lui succèdent successivement: Archibald, 2e baron Douglas (1773-1844); Charles 3e baron Douglas (1775-1848); et James, 4e baron Douglas (1787–1857), à la mort duquel la baronnie Douglas de Douglas s'éteint. Sa fille, Jane Margaret Douglas est son héritière. Elle épouse Henry, 2e baron Montagu de Boughton (fils de Henry Scott, duc de Buccleuch), et a une fille, Lucy Elizabeth Scott-Montagu-Douglas (devenue comtesse de Home), à qui sont revenus les domaines de Douglas. 